# Eidomatica
Con il termine eidomatica si definisce tutto ciò che viene creato o ricreato graficamente con un computer o, più in generale, la rappresentazione e la modellazione di elementi visivi mediante un programma informatico.

## Etimologia
Il termine deriva dalla fusione della parola greca éidos (forma, immagine, idea) con il suffisso usato per indicare l'ambito informatico; eidomatica significa quindi 'informatica delle immagini'.

## Significati
Più in generale, il termine eidomatica indica quasi tutto ciò che, in informatica, non è testo o suono. Al giorno d'oggi tutti i computer hanno un'interfaccia grafica: questa permette agli utenti di interagire più facilmente con il proprio computer, grazie alle icone e alle finestre, che evita la digitazione di comandi testuali.
Il termine eidomatica comprende la rappresentazione e la modellazione di elementi visivi mediante un computer, le varie tecniche usate per crearli e modellarli, le immagini prodotte e le branche dell'informatica che si occupano dei metodi per creare o modificare contenuti visivi.
L'eidomatica è quindi una grande branca dell'informatica che comprende al suo interno altre discipline, come la computer grafica, la computer animation, il fotoritocco digitale, e altre ancora.